# Elena Fomina
Elena Aleksandrovna Fomina (in russo Елена Александровна Фомина?; 5 aprile 1979) è un'allenatrice di calcio ed ex calciatrice russa, di ruolo centrocampista, responsabile tecnico del Lokomotiv Mosca femminile.

## Palmares

### Allenatrice
- Campionato russo: 1

Rossijanka: 2016
- Coppa di Russia: 1

Lokomotiv Mosca: 2020